# Административни и спомагателни дейности
Административни и спомагателни дейности е един от 20-те основни отрасъла на икономиката в Статистическата класификация на икономическите дейности за Европейската общност.
Секторът обхваща разнороден кръг дейности, който служат за административна и друга поддръжка на останалите отрасли - даване под наем на движимо имущество, посредничество за постоянно или временно наемане на работа, посредничество в туризма, поддръжка на сгради, охранителна дейност, кол центрове и други.
Към 2017 година в България в сектора на административните и спомагателни дейности са заети около 117 000 души, а произведената продукция е на стойност 4,1 милиарда лева.